# HTC Sensation
HTC Sensation er en smartphone, udviklet af HTC Corporation.
Den udkom på det danske marked d. 11/4-11.
Telefonen har HTC Watch, som skal sikre en stabil internetforbindelse og sørge for at film ikke bliver afbrudt af reklamer og notifikationer. Den har en aluminiumsplade på bagsiden og en 4,3-tommers skærm.

## Software
HTC Sensation kører med Androids styrerprogram og HTC sense, den kommer forinstalleret med browseres, Android marked, Flash player, Youtube, Gmail, bluetooth, Google maps, musikafspiller osv. Mobilen kommer også med et hukommelseskort med 768 MB ram.

## Hardware
Den har en 1,2 GHz, dual-core processor. Den har kamera på både bag- og forside, med 8 megapixel. HTC Sensation kan både filme og vise film i 1080p HD. Den har 1 GB Hukommelse på mobilen. Mobilen har to tilslutningsmuligheder, et stereolydstik og et stik til mikro- USB eller HDMI- tilslutning.

## HTC Sensations søskende
HTC Sensation har to søskende, HTC Sensation XE og HTC Sensation XL. De to søskende mobiler er begge en opgradering af HTC Sensation.

## Fakta
- Vægt: 148 gram
- Skærm: 4,3 tommer, 540X 960 pixel touch screen
- Processorhastighed: 1,2 GHz dual-core
- Udgivningsår: 2011
- Fabrikant: HTC Corporation
- Kapacitet: 1520 mAh
- Styrersystem: Android, HTC- sense
- Kamera: 8 megapixel, 1080p HD videooptagelse
- Hukommelse: 1 GB
- Hukommelses kort: MicroSD™
- Netværk: HSPA/WCDMA: 900/AWS/2100 MHz
- Indgangsudstyr: Multi-touch